# Тайванска държавна строителна партия
Тайванска държавна строителна партия, позната също като държавна строителна партия (на китайски: 台灣基進; на пинин: Tâi-oân Ki-chìn) е лява политическа партия в Тайван.
Основана е през 2016 година на основата на Създаване на втората местна политическа партия в Тайван.